# De consideratione

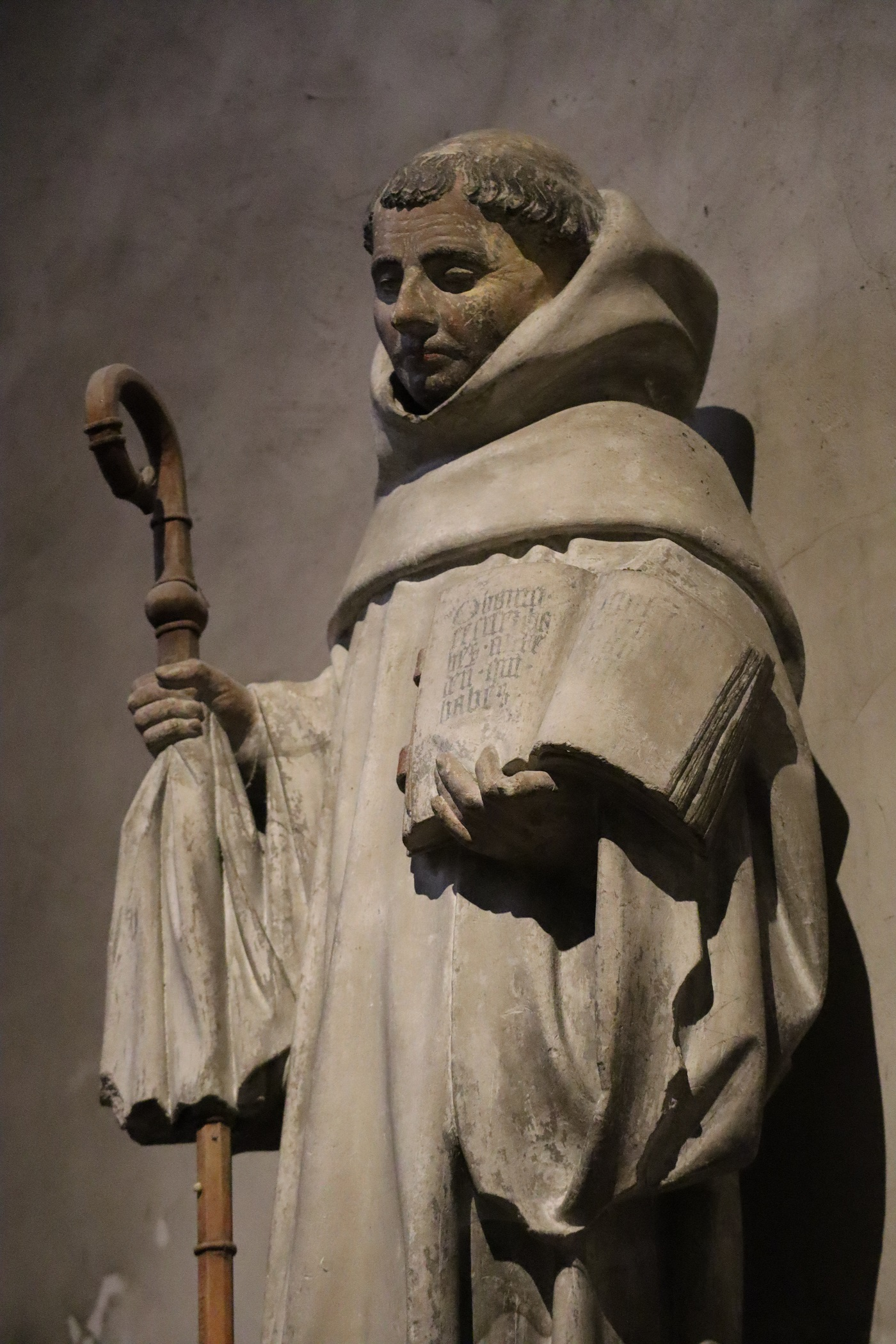
Bernhard zeigt ein geöffnetes Buch

De consideratione ist ein fünfteiliges Buch von Bernhard von Clairvaux, das der Zisterzienserabt für bzw. an seinen Mitbruder, der inzwischen Papst Eugen III. geworden war, verfasste. Das Buch ist berühmt als Darstellung der Lage eines Kirchenführers, der sich in einem Konflikt zwischen geistlichem Leben und den Anforderungen des päpstlichen Hofes befindet. Bernhard verfasste es zwischen 1148 und 1152, also gegen Ende seines Lebens.

## Inhalt
Das Buch folgt dem mittelalterlichen Genre eines „Spiegels“ zur Gewissenserforschung, aber Bernard nutzt die Gelegenheit, um theologische Spekulationen über das Papsttum und auch über die persönliche Kontemplation zu entwickeln. Mayr-Harting fasst die spirituelle Stoßrichtung des Buches wie folgt zusammen: Der Papst ist niemand ohne Gebet; je größer sein Amt ist, desto größer seine Demut und Abhängigkeit von Gott. Bernhards Gestus als Autor sei in einer Traditionslinie mit dem Liber regulae pastoris von Papst Gregor dem Großen. De consideratione befasst sich auch mit der Lehre von den zwei Schwertern. Im Allgemeinen versteht Bernhard  Mönche als „Gewissen der mittelalterlichen Kirche“.
Im ersten Buch geht Bernard die Termine durch, die seiner Meinung nach auf dem Tagesplan des Papstes stehen, und kritisiert Eugen, weil er mit unangemessenen Aufgaben überlastet ist. Er kritisiert vor allem Eugens Rolle als Richter bei Rechtsstreitigkeiten am päpstlichen Hof und verweist auf 1 Kor 6, indem der Apostel Paulus über Streite in der Gemeinde von Korinth schreibt.
Im zweiten Buch wird der gescheiterte zweite Kreuzzug als Beispiel für Gottes unergründliche und oft mysteriöse Wege erwähnt. Wie für Bernhards freizügigen Stil typisch, wechselt er bald das Thema und versucht, den Papst zum Nachdenken über sein Mönchsgelübde zu bringen, in dem die Demut eine wichtige Rolle spielt. Das Papsttum verführt den Mönchspapst jedoch zwangsläufig dazu, sich für größer zu halten als seine Mitmenschen.
Buch drei erlaubt die legitime Anwendung der päpstlichen Macht, unabhängig von Fragen der Demut. Ketzer sind zu disziplinieren, Ungläubige in die Gemeinschaft einzugliedern und ehrgeizige Kleriker in ihre Schranken zu weisen. Mehrere Seiten sind den Bitten an den Papst um besondere Privilegien und Dispensen gewidmet, die zur Korruption verleiten können.
Das vierte Buch handelt von den Menschen, die Eugen am Hof umgeben, und davon, wie er sie als Brüder und Bischöfe betrachten und ihnen ein gutes Beispiel geben, ja sogar ein „Spiegel der Heiligkeit“ sein soll (4:23). Er sollte auch vorsichtig sein, welche Kleriker er als Berater und Vertraute wählt.
Das fünfte Buch enthält ausführliche Informationen über die Praxis der christlichen Kontemplation und eine ausführliche Diskussion der spekulativen Theologie. Bernhard erklärt dem Papst nicht nur, wofür der Pontifex maßgebend ist, sondern auch, "was über ihn maßgebend ist"."

## Wirkung
De consideratione definiert Bernhards Theorie der zwei Schwerter, wobei das eine die weltliche und das andere die geistliche Autorität darstellt. Bernhard hat das Thema bereits in einem Brief an Eugen im Jahr 1150 aufgegriffen. Nach dieser unter mittelalterlichen Theologen weit verbreiteten Theorie ist der weltliche Herrscher der Diener der Kirche. Seine Autorität wurde ihm vom Papst nur verliehen, um die Kirchenmänner von administrativen und militärischen Aufgaben zu befreien.
Das Buch war bei einigen Päpsten besonders beliebte Lektüre. Pius V. und sein Nachfolger Gregor XIII. (beide im 16. Jahrhundert) ließen sich beim Essen daraus vorlesen. Ebenso haben sich Nikolaus V., Urban VII. und sein Nachfolger Gregor XIV. positiv dazu geäußert.

## Textausgaben
- Johann Georg Krabinger (Hrsg.): S. Bernardi Claraevallensis abbatis de consideratione libri V ad Eugenium III. Landshut 1845 (Digitalisat)

## Übersetzungen
Es gibt Hunderte von Übersetzungen; einige der wichtigsten und neuesten sind hier aufgeführt. Bis zum Ende des 19. Jahrhunderts sind mehr als 500 Ausgaben belegt, 200 davon wurden in Frankreich aufgelegt.
- Die erste französische Übersetzung wurde von François de S. Claude angefertigt und trug den Titel Les Livres des Considérations du très religieux P. S. Bernard ... au pape Eugène (1672). Eine weitere erschien 1986.[8]
- Hans Urs von Balthasar übersetzte das Buch ins Deutsche, eine zweite Auflage wurde 2012 veröffentlicht.[9]
- Eine spanische Übersetzung wurde 1974 von einem Mönch der Abtei Poblet angefertigt.[10]
- Die dritte englische Übersetzung wurde 1976 veröffentlicht.[11]